# على جلدي (فلم)
على جلدي (بالإنجليزية: On My Skin) هو فيلم دراما تم إنتاجه في إيطاليا وصدر سنة 2018 بطولة اليساندرو بورغي وجاسمين ترينك.

## القصة
في روما، يُقبض على “ستيفانو كوكي” في قضيّة مخدّرات، ليمُضي أسبوعًا مروّعًا في الحبس يُغيّر حياة عائلته للأبد. فيلم مستوحًى من أحداث واقعية

## وصلات خارجية
مقالات تستعمل روابط فنية بلا صلة مع ويكي بيانات